# 小山氏の乱
小山氏の乱（おやましのらん）とは、室町時代前期に下野守護であった小山義政が鎌倉公方足利氏満に対して起こした反乱（小山義政の乱、天授6年/康暦2年（1380年） - 弘和2年/永徳2年（1382年））及び、義政の滅亡後に遺児の小山若犬丸（隆政）に引き継がれて続けられた反乱（小山若犬丸の乱、元中3年/至徳3年（1386年） - 応永4年（1397年））の総称。17年にわたって繰り広げられた結果、小山氏嫡流は滅亡することとなる。

## 前史
小山氏は鎌倉時代の小山朝政以来代々下野守護を務めてきたが、国内には宇都宮氏・那須氏・長沼氏など守護に匹敵する勢力が複数存在しており、統治は不安定であった。中でも宇都宮氏は南北朝時代には小山氏以上の勢力を築き、宇都宮氏綱の代に薩埵山体制の一環で一時上野・越後の守護に補任され、その後氏綱が前上野・越後守護上杉憲顕の守護復帰に反対して鎌倉公方足利基氏の怒りを買って討伐された際、基氏は当時の下野守護所があった小山に陣を構えて氏綱を降伏させた。
その後、両者の勢力争いは宇都宮氏綱の子基綱と小山氏政の子義政に引き継がれた。鎌倉公方の座は足利氏満に移っていたが、氏満が鎌倉公方に就任した正平22年/貞治6年（1367年）当時はまだ9歳であり、関東管領であった上杉憲顕及び後を継いだ息子の能憲（宅間上杉家）が実権を掌握していた。憲顕父子は甥の上杉朝房（犬懸上杉家）と共に武蔵平一揆を制圧し、続いて応安の大争論と呼ばれる千葉氏家臣と香取社の争いをきっかけとした千葉氏の混乱に介入して鎌倉府ひいては関東管領の影響力を強めた。だが、氏満が成長すると、こうした現状に不満を強め、自らの影響力を行使しようとした。下野国内において、憲顕との一連の戦いによって宇都宮氏のみが弱体化したことによって小山氏の勢力が伸びることを望まず、今度は宇都宮氏を支援して小山氏を牽制する路線を取った。
天授3年/永和3年（1377年）11月17日、氏満が宇都宮基綱に対して円覚寺造営を理由として従来守護にしか許されていなかった領内での棟別銭を命じた。この命令には3つの点で注目すべき点があった。
まず、この命令が新しい関東管領である上杉憲春の元で最初に出された重要な命令であったとみられることである。長年鎌倉府を支配してきた上杉能憲が病に倒れ、関東管領を弟の憲方に譲りたいとする希望を抱いていたものの、氏満はそれを退けて自らの側近で能憲の異母弟である憲春を後任に推挙して京都の室町幕府（3代将軍足利義満・管領細川頼之）の了承を取り付けてしまったのである。山内上杉家庶流の憲春は役職の権威と鎌倉公方氏満の信任によって辛うじて政治的地位を保っている状況であり、氏満の意向を止めることが出来なかった。
次にこの命令が下野の守護である小山義政に対しても同日に同様に出されたことである。これは、常陸においても守護である佐竹氏と守護ではない大掾氏・小田氏にも命じられたものではあったが、本来棟別銭が守護請によって徴収される税であったことを考えれば、小山氏の守護としての権限に対する干渉行為と言えた。
そして最後に義政・基綱に対する宛名がそれぞれ「小山下野守」「宇都宮下野守」とされていることである。その後、康暦年間に入ると基綱を下野守と称する文書はなくなるものの、義政と基綱がある同一時期に下野の国守である「下野守」に任じられていたあるいはその名乗りを鎌倉府から認められていたのは事実であり、氏満の鎌倉府は小山氏・宇都宮氏を同格扱いしていたことを示している。こうしたことは、守護でありながら、格下とみなしていた宇都宮氏と同格扱いされた小山氏側の宇都宮氏への警戒感は強める一因となった。
そんな最中の康暦元年（1379年）、京都では斯波義将ら有力守護大名による管領細川頼之の排斥事件（康暦の政変）が発生した。このことを知った氏満はこの騒動に自らの将軍就任の可能性を見出し、憲春の反対を押し切って京都への出兵を決断した。既に嫡流の憲方とそれを支持する一門の圧迫を受けていた憲春は将軍家への反抗による関東管領職剥奪に始まるであろう破滅への道と氏満からの不信任に始まるであろう破滅への道との二者択一の選択を迫られ、表向き「諫死」という形で自らの人生に幕を閉じた。一方、憲方は上洛の先遣隊として鎌倉を出発しながら、途中で自分の支配国であった伊豆に止まって将軍家と連絡を取り、事態を掌握した義満からの次期関東管領任命の御内書を奉じて鎌倉に帰還した。
続いて訪れたのは義満からの報復の数々であった。憲春自害の事情を詰問された氏満は、古先印元を派遣して義満への謝罪を行ってその恩赦を受けるという屈辱を味わわされ、更に翌天授6年/康暦2年（1380年）2月には自分の師であった義堂周信が義満によって京都に召され、反対しようとする氏満に対して憲方が半ば脅す形で同意を迫り、遂にこれを認めることとなった。義堂周信は京都からの使者に対して「之を決するは管領に在り、請う之に問へ」と憲方への憤りを記している（『空華日工集』）。こうした報復は氏満を憤慨させたものの、現状では義満はおろか憲方に対抗することも困難であった。
そこで目につけたのが、かつて憲顕が行ってきた関東の有力武家に対する抑制政策を自己の政治力と勢力拡大に結び付ける方針であった。既に憲顕によって宇都宮氏・千葉氏が弱体化させられていた以上、次の標的となりえたのは上杉氏を除けば当時関東最大の勢力を有し、上杉氏と共に毎年将軍に対して東国の貢馬を請け負うなど足利将軍家とのつながりが強く、下野国内だけではなく隣接する利根川流域の武蔵太田荘や下総下河辺荘をも支配していた小山氏以外に考えられなかった（両荘は当時の関東地方では地理的にも経済的にも重要な土地であり、氏満も同地への進出を図っていた）。一方、康暦以前から続けられてきた鎌倉府の宇都宮氏を介在させた小山氏への牽制策の影響によって、小山・宇都宮両氏は堺相論などを理由として度々私戦を起こすようになった。これに対して氏満は表向きでは両氏に対して私戦制止を指示しているが、小山氏の勢力削減を図る氏満がどこまで本気で私戦を抑える気があったかは疑問が残されている。

## 小山義政の乱
そして、遂に5月16日、河内郡裳原に侵攻した小山義政は宇都宮軍と交戦、宇都宮基綱が討たれたほか80名余りが戦死した。だが、小山氏側の被害も大きく一族30名余り、家臣200名余りの死者を出したという（『迎陽記』）。基綱戦死の報を受け取った氏満は6月1日に「不応上裁」と「故戦防戦」を理由として義政の追討を決める。15日には関東管領となった憲方と従弟の上杉朝宗、側近である木戸法季を大将として小山に向かわせ、次いで氏満自ら出陣した。
関東屈指の勢力を持つ小山氏の勢力削減と太田・下河辺荘獲得の機会を窺っていた氏満にとっては、今回の事件は公然と討伐軍を挙げられる好機であり、鎌倉府に反抗を目論む他の武家に対する「見せしめ」にもなり得た。京都の幕府ではかねてから故戦防戦に代表される私戦行為の禁止令が度々出されており、事態の先送りは許されない状況になっていたのである（そうした状況をもっとも望んだのは氏満であったとみられている）。鎌倉府の大軍を裳原での打撃を回復できないままに迎え討つことになった義政は状況の不利を悟り、9月21日に降伏の意思を表明した。
氏満は足利まで兵を進めていたが、義政の降伏を知って一旦討伐軍の拠点のあった武蔵村岡（現在の埼玉県熊谷市）に入った。ところが、義政は氏満が求めた謝罪には応じなかったために氏満は再度の討伐を準備、憲方の提案を受け入れて京都の足利義満の元へ側近の梶原景良を派遣して事情説明に向かわせた。翌弘和元年/永徳元年（1381年）1月18日、義満は氏満に義政討伐を命じる御教書を発した。これを受けて2月15日に氏満は上杉朝宗と木戸法季に対して再度の小山攻撃を命じる。
4月に足利まで兵を進めたところで武蔵において南朝方の新田氏一族の挙兵があり、一旦同地で鎮圧活動を行ったもののその後直ちに小山に向かい、5月25日には太田荘を占領し、6月から鷲城を中心に小山周辺で一進一退の攻防が続けられたが、小山軍の拠点であった鷲城の陥落が確実となったことから、12月8日に義政と嫡子若犬丸は鷲城を開城して祇園城に移って降伏を表明し、証拠を示すために義政は出家して「永賢」と号し、若犬丸と一族の代表が氏満の陣に出頭して降参の儀を行った。
ところが、翌弘和2年/永徳2年（1382年）3月22日になって、義政と若犬丸は祇園城を自ら焼き捨てて、小山郊外の粕尾に城塞（寺窪城・櫃沢城2城）を築いて抵抗を図る。2度目の裏切りに激怒した氏満は29日に3度目の討伐軍を派遣する。鎌倉府側の猛攻で寺窪城が陥落し、最後の拠点となった櫃沢城も陥落寸前となり、4月12日には義政は若犬丸と共に櫃沢城脱出を図る。だが、追手に発見されて翌13日の巳の刻に義政は粕尾の山中で自害（享年33）、妻の芳姫も籠城中もしくは落城後に変心した里人に殺害されたという。だが、若犬丸のみは発見されず、そのまま行方不明となった。 
この戦いは氏満以外の人々、義政・義満・憲方その他の人々にとっては余りにも大きな誤算があった。それは、康暦の政変で室町幕府から反逆の疑いを受けた氏満が室町幕府に近い東国屈指の名門武家である小山氏を滅ぼすような軍事行動は起こさないだろうという読みが氏満には通じなかったことであった。
義政は氏満と宇都宮基綱が結びついて小山氏の抑圧を図っているとみて基綱の排除を図ろうとし、前年の康暦の政変で氏満が幕府から睨まれている今であれば基綱を討っても、氏満は勝手に軍事行動には出られないだろうし、出たとしても幕府がこれを抑止するであろうという楽観的な見通しを持っていたようである。また、乱後も義政が幕府に対して事態への介入を求めていた動きがあり、氏満側と言える存在であった義堂周信が義満に対して流言に惑わされることがないように忠告（『空華日工集』永徳元年11月7日）しているのも、義政側の政治工作によって義満が氏満に対して不信感を抱き始めていた裏返しとみられている。義満や憲方にしても、基綱が討ち取られたという事実がある以上小山氏に対する何らかの制裁が必要であることは認めざるを得なかったし、いくら親幕府派とは言え小山氏が過度に力をつけすぎることは、有力守護大名の勢力抑圧を目指す義満の方針に反するし、憲方にしても東国支配や幕府との関係で自己に取って代わる可能性を早めに潰す必要があった。
ところが、氏満が本気で小山氏を滅ぼす気であることに気付いた義満や憲方はこれを抑えようとした。弘和元年/永徳元年11月2日に義満が氏満に充てた書状では、まず小山氏が幕府に近く義政も幕府の後ろ盾で挙兵したとする説を否定して「幕府内に義政を擁護する者はいない」と討伐の正当性を認めつつもこれまでの軍事行動で小山氏が打撃を受けており、「京都と鎌倉が持っている相互の不信感を解消するためにはこれ以上の義政対治（退治）は望ましくない」と事実上の撤退を命じている（『頼印大僧正行状絵詞』）。憲方も弘和2年/永徳2年1月16日に関東管領辞任の上表を提出して抗議の意思を示したものの、氏満はこれを先送りにし、更に憲方の動きを見て3度目の攻撃をためらう上杉朝宗・木戸法季の両大将に対しては、在鎌倉の東寺二長者である頼印の知恵を借りて説得に成功した。また、討伐軍の有力武将の1人であった常陸の小田孝朝が義堂周信を通じて義政の助命を働きかけた形跡がみられる（『空華日工集』永徳2年1月7日）ものの、効果はなかったようである。
一方、氏満には義政討伐に関して計算があった。義政が「不応上裁」と「故戦防戦」に違反したという明確な証拠があることによる。まず、故戦防戦は鎌倉府のみならず京都の幕府でもたびたび禁じてきた行為であり、義政がそれを行った事実は幕府や鎌倉府から何の罪も問われていない宇都宮基綱が殺害されて所領を奪った事実から明白であること、次に、その行為は関東の武士が上部組織である鎌倉府の命令に従う義務に反しており、これによって不応上裁の違反も成立していた。これによって氏満が独断で義政を討伐することは、関東管領や幕府としても認めざるを得なかったのである（これは義満が氏満に義政討伐の御内書を与えていることや、氏満に対して幕府内に義政を擁護する意見はないと伝えていることからも明らかである）。
そして、当時の室町幕府は康暦の政変後の混乱が収拾されておらず、政変を好機とみて南朝方が反撃の姿勢をみせ、春日神木は入京（興福寺の強訴）し、西国でも不穏な動きが生じていた。そうした中で義満が兵を起こして氏満討伐あるいは義政救援を行うことは事実上不可能であり、何よりも小山氏を滅ぼそうとする氏満の強い意思が周囲を圧倒した。既に戦いと並行して太田荘の掌握に努めると共に下河辺荘の一部を頼印の事実上の支配下にあった鶴岡八幡宮に寄進するなど小山氏所領の解体を始めていた。義政の2度にわたる降伏条件の違反の背景には、降伏後に氏満から出された赦免条件が太田荘・下河辺荘を含めた小山氏の所領の大部分の没収が含まれるなどの同氏にとっては過酷な条件内容であったからとも考えられている。

## 小山若犬丸の乱
小山若犬丸（隆政）の足取りは氏満による追跡にもかかわらず、不明となった。また、氏満は先の戦いで総大将を務めた木戸法季を下野守護に任じて小山氏旧臣や宇都宮氏・那須氏らの動向を監視しようとした。木戸法季は氏満の許可を得て守護所を足利氏の本貫地である足利庄に移した。なお若犬丸の行方については、その後の活動範囲から小山氏の所領があった陸奥菊田荘など、鎌倉府の影響力が及ばない奥州方面にあった小山氏ゆかりの地域に隠れていたと考えられている。
元中3年/至徳3年（1386年）5月、鎌倉府と室町幕府との間で4年にもわたって交渉が続けられてきた旧小山領下河辺荘の鎌倉府御料所編入が正式に決定して、すぐに鎌倉の氏満の元にも伝えられた（『頼印大僧正行状絵詞』同年5月14日条）。ところが、5月27日になって小山若犬丸は小山氏旧臣と共に突如小山で決起して祇園城を占領する。下野守護代木戸元連は祇園城占拠の報を聞いて小山に出陣しようとするも、足利と小山の境目の古枝山にて敗れて足利に敗走した。氏満はこれを聞くや7月2日には鎌倉から下総古河に向けて出陣したが、同じ日にはその古河に小山軍が攻め込み、同地を守備する鎌倉方と交戦している。だが、氏満到着と共に反撃が開始され、7月12日には祇園城を陥落させた。だが、若犬丸はまたもや脱出して行方知れずとなった。
木戸法季は責任を問われて下野守護を更迭され、小山氏とは同族である下総北部の結城基光が下野守護に就任した。ところが、翌元中4年/至徳4年（1387年）5月になって若犬丸の支持者が小山での再蜂起を準備していたところ鎌倉府の古河代官に捕縛され、その自白から驚きの事実が発覚する。先の小山義政の乱で功績を挙げた常陸の小田孝朝が褒賞への不満から若犬丸を匿っていることが発覚したのである。しかも、孝朝と息子の治朝は当時何事もなかったかのように鎌倉の氏満の下に参仕していたのである。6月13日に孝朝父子を幽閉した氏満は直ちに上杉朝宗を大将にして小田氏の小田城・男体城を攻撃した（小田氏の乱）。翌年、小田氏の所領は鎌倉府軍に制圧されたが、肝心の若犬丸はまたもや脱出した後であった。
小田氏は先の円覚寺造営時に棟別銭徴収が認められたように、守護の佐竹氏に準じた扱いを受けた有力武家であった。しかも元々南朝方から北朝方に転向した経緯があるために、小山氏の滅亡後に氏満の攻撃対象が小田氏に向く可能性もあった（先の戦いで孝朝が義政の助命を工作したのもそれを警戒したとみられている）。そして、実際に氏満は小田氏がかつて執権北条氏によって奪われた本拠地で、孝朝が回復を願っていた常陸信太荘・田中荘の一部を上杉憲方・朝宗に与えて彼らの同地への進出を認め、小田氏の所領の中心部において上杉氏と小田氏を直接対峙させようとしたのである。木戸法季の下野守護就任及び下河辺荘の鎌倉府御料所への編入によって鎌倉府の影響力が強い体制が北関東に成立することも小田氏側の警戒を強めたと考えられている。
当然、これらの事態は小山氏の継承者である若犬丸や旧臣達にとっても容認できることではなかった。そのため、小田氏は若犬丸を密かに支援して氏満の目をそらそうと図ったものの、小山氏と同様の性格を有する結城氏の守護補任によって鎌倉府への警戒が薄くなり若犬丸の支援から手を引こうとした小田氏と反対に結城氏の補任によって同氏とつながりが強い小山氏旧臣が新守護を受け入れて小山氏再興が困難になることを恐れた若犬丸の立場が乖離し、追い詰められた小山側が再蜂起を企てて失敗したことから、結果的に小田氏の関与が発覚したと考えられている。
その後、若犬丸は奥州の南朝勢力と連携して逃亡生活を送っていたが、元中8年/明徳2年（1391年）に奥羽両国が鎌倉府の管轄下に移されると、足利氏満による捜査権が奥羽にも及ぶようになり、次第に追いつめられたと考えられている（『鎌倉大草紙』）。
ところが、応永3年（1396年）2月13日に若犬丸は再び祇園城を占領する。氏満は2月28日に再び鎌倉から古河に向けて出陣を行う。それを知った若犬丸は不利を悟ってほとんど戦わずに祇園城から脱出するが、氏満は古河に止まり、若犬丸を捕えるまでは帰還しない姿勢を示した。その後、若犬丸が奥州の田村則義を頼ったことを知り、5月27日に古河から奥州に向けて出発した。6月1日に白河に入った氏満に対して若犬丸は田村氏や新田氏など奥州の南朝勢力を結集して立ち向かうも敗退し、行方知れずとなった（田村庄司の乱）。
ただし、討伐軍の主力であった白河結城氏と田村（庄司）氏（後の戦国大名とは別系）との間には以前より田村荘の支配を巡る争いがあり、白河結城氏が鎌倉公方氏満や奥州管領斯波氏との連携強化の一環として両者の力を借りて元南朝勢力であった田村（庄司）氏を打とうと計り、これに対して若犬丸や南朝勢力が田村（庄司）氏を支援する動きとして反応したとする見方もある。応永4年（1397年）1月15日、会津にて追いつめられた若犬丸は自害し、若犬丸の遺児である7歳の宮犬丸と3歳の久犬丸は地元の蘆名氏によって捕えられて鎌倉に送られ、ほどなく武蔵六浦沖に生きたまま海に沈められ、ここに小山氏の嫡流は完全に途絶えた。

## 小山氏の再興
義政の死後は一時木戸法季が下野守護となったが、若犬丸の祇園城奪還が防げなかったことから、小山氏と同族で旧小山領を与えられていた下総結城氏を守護とすることにしたが、小山氏旧臣や領民の新体制への不満と動揺は収まらなかった。そこで、足利氏満は守護となった結城基光の次男泰朝をもって小山氏を再興させることを決めたのである。時期は不明であるものの、若犬丸とその子供たちの滅亡によって小山氏嫡流が断絶した応永4年から氏満が急死した応永5年（1398年）11月までの短期間の間の決定であったと考えられている。氏満死去の翌年である応永6年（1399年）には新しい鎌倉公方足利満兼及び関東管領上杉朝宗のもとで結城・小山・宇都宮などの諸氏が関東八屋形に選ばれたとされており（『足利治乱記』）、鎌倉府に忠実な勢力としての新たな小山氏が確立されていく過程を窺い知ることが可能である。
一方、氏満は小山氏の滅亡によって太田荘や下河辺荘などを御料所として編入することに成功し、鎌倉府の財政基盤を強化できただけではなく、北関東や奥州進出に必要な拠点の確保に成功した。後に鎌倉公方が享徳の乱によって両荘に近い古河に移って関東管領や室町幕府に対抗することを可能としたのも、同荘が持つ経済力に支えられていた部分が大きい。更に若犬丸追跡の過程で、陸奥・出羽両国を管国に加えることに成功し、その勢力を大きく伸ばすことに成功した。しかし、それは関東・奥羽の領主達と幕府から鎌倉府に対する新たな警戒を招き、東国の情勢は以後長期にわたって不安定な時代を迎えることになった。